# Autonomous Agents and Multi-Agent Systems
Autonomous Agents and Multi-Agent Systems is een internationaal, aan collegiale toetsing onderworpen wetenschappelijk tijdschrift op het gebied van de regeltechniek (control systems) en de kunstmatige intelligentie. De naam wordt in literatuurverwijzingen meestal afgekort tot Auton. Agent Multi Agent Syst. Het wordt uitgegeven door Springer Science+Business Media en verschijnt tweemaandelijks. Het eerste nummer verscheen in 1998.